# Yuria Obara
Yuria Obara (小原 由梨愛 Obara Yuria?), född 4 september 1990, är en japansk fotbollsspelare som spelar för Albirex Niigata.
Yuria Obara spelade 1 landskamp för det japanska landslaget. Hon deltog bland annat i Asiatiska mästerskapet i fotboll för damer 2014.